# Puente de Cantillana (Badajoz)
El puente de Cantillana, también conocido como Puente de Carlos V, se encuentra en Badajoz (España). De doscientos veinte metros de largo y con diecisiete ojos, fue construido por mandato del arquitecto Gaspar Méndez entre los años 1531 y 1535, en tiempos del emperador Carlos V.

## Descripción
Es una obra de ingeniería para salvar el curso del río Gévora, afluente del Guadiana, cerca de la ciudad de Badajoz (dentro de su término municipal), en el antiguo camino de Cáceres. Fue paso usado hasta principio de los años 1980, aunque en la actualidad se encuentra en un pésimo estado de conservación. El 15 de diciembre del 2022 una gran crecida del río provocó el derrumbamiento de una parte de la estructura.
El puente disponía de dos lápidas de piedra alusivas a su construcción, colocadas en la parte central del puente. Una de estas desapareció en algún momento de la historia del puente; la lápida restante fue trasladada al  Museo Arqueológico Provincial en 1992, a petición de su director Guillermo Kurtz
En 2022 fue declarado bien de interés cultural, con la categoría de monumento.

## Galería

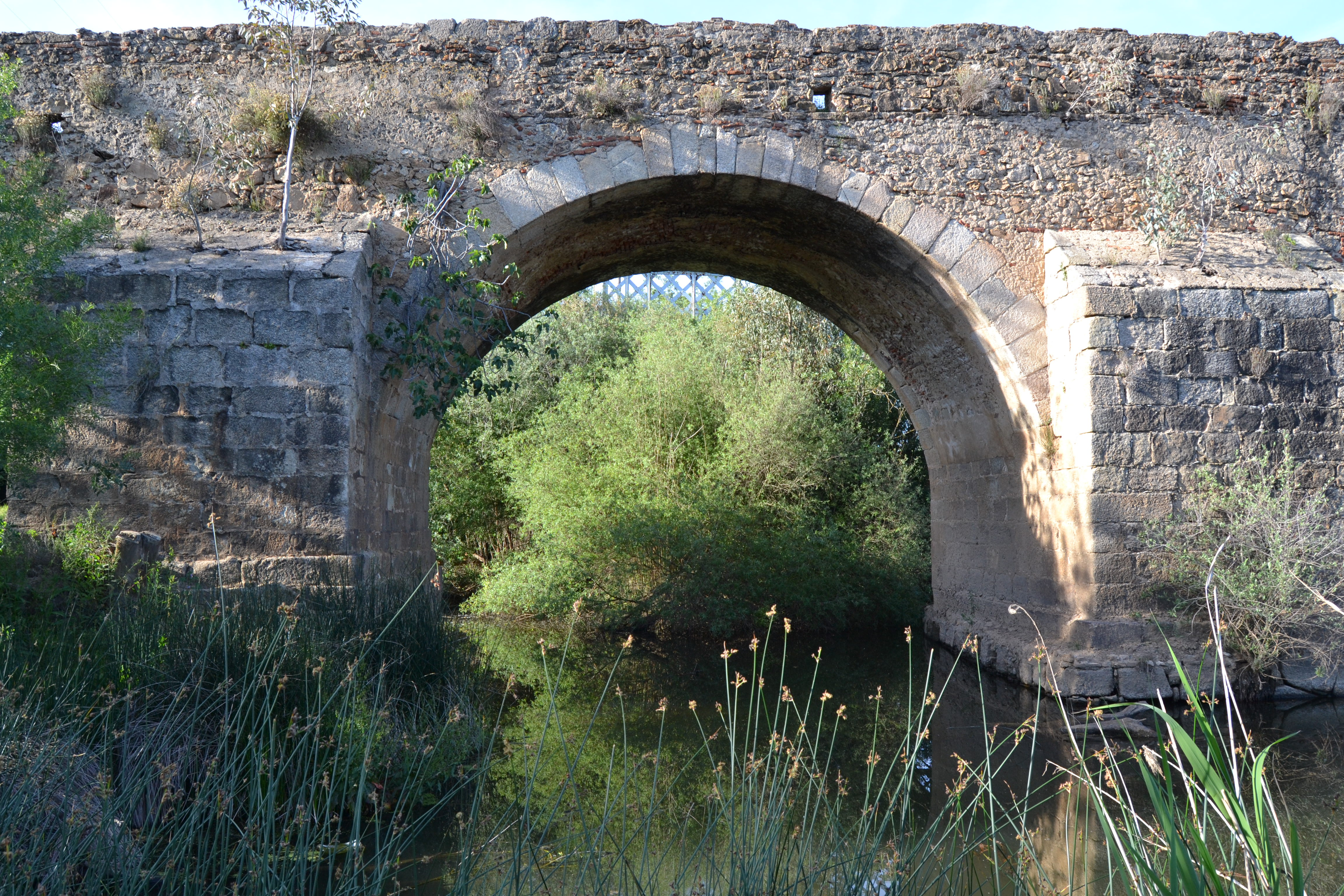
Puente de Cantillana y río Gévora. Mayo de 2012.
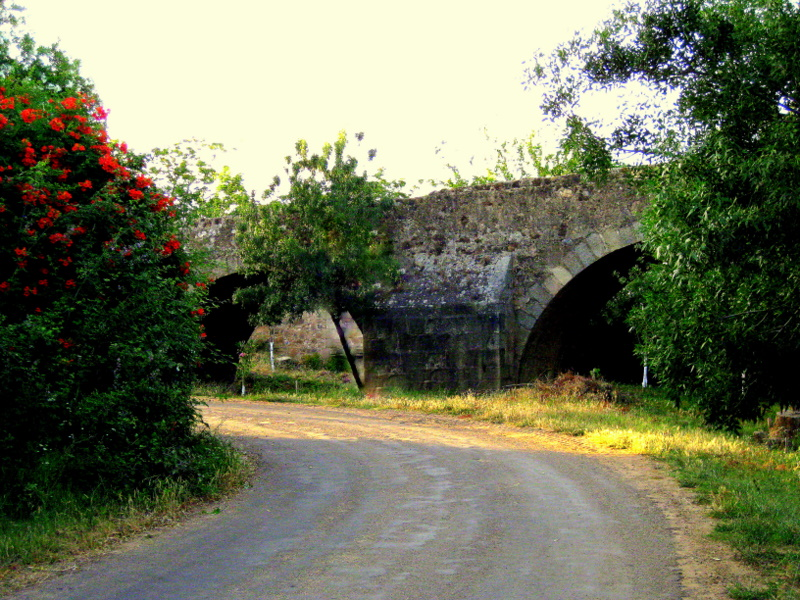
Puente de Cantillana junto a la vía verde.
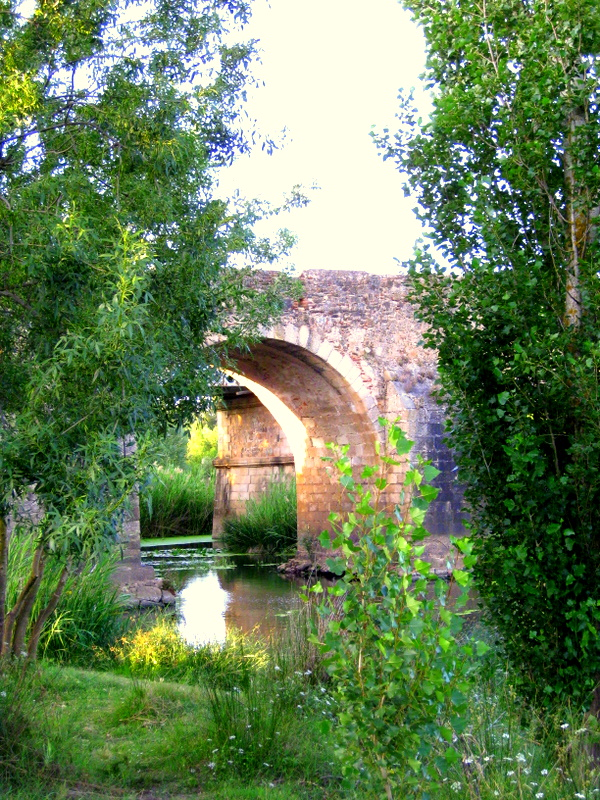
Vegetación de ribera y al fondo, uno de los arcos del puente de Cantillana.